# Mestra Noemisa Batista
Noemisa Batista dos Santos (Caraí, 1946 – 2024) foi uma renomada escultora e ceramista brasileira, considerada uma das mais importantes representantes da arte popular do Vale do Jequitinhonha, em Minas Gerais.
Aprendeu a trabalhar com barro ainda na infância, observando e auxiliando sua mãe, Joana Batista, que produzia panelas. Com o tempo, desenvolveu um estilo próprio, figurativo e detalhado, moldando cenas do cotidiano sertanejo com forte presença feminina. Suas esculturas retratam com sensibilidade momentos como casamentos, batizados, romarias, além de animais e figuras religiosas. Muitas obras apresentam autorrepresentações — tanto idealizadas quanto realistas — que evidenciam seu olhar autobiográfico e poético sobre o mundo rural.
As peças de Noemisa foram expostas em diversos espaços de importância nacional e internacional, como a exposição Brésil – Arts Populaires (em Paris, 1987), e a Mostra do Redescobrimento – Brasil 500 Anos (em São Paulo, 2000). Suas obras também integram acervos de instituições como o Museu do Louvre (na seção de arte popular), o Museu do Folclore Edison Carneiro e o Museu Afro Brasil.
Apesar do reconhecimento, Noemisa viveu de forma simples em sua terra natal, mantendo uma produção artística ligada à sua comunidade e às tradições do sertão mineiro. Era considerada uma "mestra" no universo da cerâmica popular brasileira e uma das vozes mais marcantes da produção artística do Jequitinhonha.
Faleceu em 2024 , aos 78 anos, deixando um legado que continua a influenciar gerações de artistas populares e artesãos da região.

## Legado e reconhecimento
A obra de Noemisa Batista é amplamente valorizada por estudiosos da arte popular brasileira. Sua poética visual e a maneira como traduzia o universo feminino e rural mineiro fizeram com que sua produção fosse frequentemente comparada à de outros mestres do barro do Vale do Jequitinhonha. Em vida, foi homenageada por instituições acadêmicas e culturais, como a Universidade Federal de Minas Gerais (UFMG), a Funarte e diversas galerias especializadas em arte popular.